# Alfons Gorbach
Alfons Gorbach (Imst, Tirol, Àustria-Hongria 1898 - Graz, Estíria, Àustria 1972) Polític austríac conservador, fou el Canceller (1961-1964), diputat al Consell Nacional i President tercer del Consell Nacional (1945-1953 i 1956-1961).

## Biografia
Gorbach va néixer a Imst, Tirol (actualment Estat del Tirol), Àustria-Hongria (actualment Àustria) el 2 de setembre de 1898. Fou fill d'una tradicional família cristiana austríaca.
A dos anys la seva família es traslladà a Wörschach (Estíria) per motius de feina del seu pare. Anà al Fürsterzbischöfliche Gymnasium de Graz, una escola religiosa, ja que els seus pares volien que fóra sacerdot.
Finalment, després de les obligacions paternals accedí a estudiar teologia. Després de titular-se exercí una vida activa a la Katholische Österreichische Hochschulverbindung, una organització estudiantil catòlica.
A l'octubre de 1917, quan tenia 19 anys, fou reclutat a l'exèrcit d'Àustria-Hongria per combatre a la Primera Guerra Mundial participà en la batalla de Flitsch, on es ferí greument una cama.
Amb la independència d'Àustria, s'afilià al Partit Socialcristià (CS), on continuà treballant per a les joventuts del partit.
El 1928 fou elegit regidor pel seu partit a la ciutat de Graz (Estíria), renuncià al càrrec el 1932. Tot i això, no es desvinculà de la política, ja que també ingressà al Front Patriòtic (VF), fou el partit únic durant la dictadura austrofeixista.
L'1 d'abril de 1937 fou nomenat membre del govern provincial d'Estíria (Landesräte), deixà el càrrec amb l'Anschluss l'11 de març de 1938, quan Àustria quedà en mans de l'Alemanya Nazi.
L'1 d'abril de 1938 fou capturat pels nazis i deportat al Camp de Concentració de Dachau on va restar fins al 10 de novembre de 1942, quan fou alliberat provisionalment. Trobà feina com a soldador en una fàbrica a Graz. Tot i això, el 20 de juliol de 1944 fou tornat a arrestar, i aquest cop deportat al Camp de Concentració de Flossenbürg (Baviera), fou alliberat l'abril de 1945.
Després de la Segona Guerra Mundial, Gorbach decidí de tornar a la política, cosa que li provocà el divorci amb la seva dona, ja que ella no volia que es tornés a involucrar en política mai més.
S'afilià al Partit Popular d'Àustria (ÖVP), i fou candidat a les llistes d'aquest per a les eleccions legislatives del 25 de novembre de 1945, finalment fou elegit diputat al Consell Nacional. El 19 de desembre de 1945 fou nomenat President Tercer del Consell Nacional.
En l'àmbit regional, el 1946 fou elegit president del Partit Popular a Estíria, conservà el càrrec fins al 1964.
El 1949 fou reelegit com a diputat i president tercer al Consell Nacional. El 1953 fou reelegit com a diputat, però no va poder ésser reelegit com a president tercer, i el 18 de març de 1953 deixà el càrrec a Karl Hartleb (VdU).
Fou reelegit el 1956, i recuperà el càrrec de president tercer del Consell Nacional el 8 de juny de 1956. El 1959 fou reelegit dels dos càrrecs.
Després de les eleccions legislatives del 10 de maig de 1959, en què el seu partit, l'ÖVP, sofrí una important davallada de vots, Gorbach aprofità la situació i creà un grup crític dins del partit contra el Canceller i president de l'ÖVP Julius Raab.
Gorbach va aconseguir la renúncia de Raab com a president de l'ÖVP, i en un congrés celebrat el 12 de febrer de 1960 fou elegit nou president del Partit Popular. Gorbach representava el sector més reformista del partit.

## Canceller d'Àustria (1961-1964)
Amb la dimissió de Julius Raab, l'11 d'abril de 1961, fou nomenat Canceller amb els vots del Partit Popular i del Partit Socialdemòcrata (que eren els del govern fins aleshores).
Gorbach quasi no modificà el govern, tan sols canvià els ministres federals de Finances (Eduard Heilingsetzer per Josef Klaus, tots dos de l'ÖVP) i de Defensa (Ferdinand Graf per Karl Schleinzer, tots dos de l'ÖVP).
Tot i això, el seu govern va tenir més baixos que alts, va sofrir una crisi de lideratge, que en part assumí el seu Ministre Federal de Finances, Josef Klaus (que finalment fou el seu successor). Tanmateix, aquests dos es distanciaren, i provocaren una crisi de govern, i les discrepàncies es van generalitzar amb els seus socis de govern socialdemòcrates.
Gorbach convocà eleccions anticipades per al 18 de novembre de 1962, que, tot i això, el Partit Popular va obtenir 2.024.501 vots, el 45,4% i 81 diputats (dos més que el 1959), mentre que els socialdemòcrates van obtenir 1.960.685 vots, el 44,0% i 76 diputats (dos menys que el 1959). Això va fer que els ànims es calmessin dins del Partit Popular.
Després de quatre mesos de pesades negociacions per formar govern, fet que va fer que es tornessin a encendre els moviments crítics a dins del partit, finalment, van renovar la coalició amb el Partit Socialdemòcrata, i el 27 de març de 1963 va inaugurar el seu segon gabinet sense gaires canvis ministerials.
El 28 d'abril de 1963 es van celebrar eleccions presidencials, i el candidat del Partit Popular, que fou Julius Raab fou derrotat estrepitosament pel socialdemòcrata Adolf Schärf, això va fer que els reformistes que encara donaven suport a Gorbach es decantessin pel governador d'Estíria, Josef Krainer.
Gorbach convocà un nou congrés del Partit Popular a Klagenfurt per al setembre de 1963, per voler solucionar els conflictes interns, però va fer que Gorbach perdés el poc suport que li quedava, ja que Josef Klaus fou elegit president del partit en substitució seva.
La situació de Gorbach com a canceller quedà en la corda fluixa, però, tot i això, es negà a dimitir.
Finalment, després de fortes pressions del partit, el 2 d'abril de 1964 presentà la dimissió, i fou substituït, també per Josef Klaus.

## Postcancelleria i Mort
Després de la dimissió, des del seu partit se li va oferir la jubilació, però ell, com a lluitador va renunciar-hi. Va aconseguir la nominació del seu partit per a concórrer a les eleccions presidencials anticipades de 1965, ja que el fins aleshores president Adolf Schärf va morir. El seu rival fou Franz Jonas, alcalde de Viena, gaudia de bona popularitat, i era difícil de guanyar-lo. Després de l'única volta del 23 de maig de 1965, Gorbach va patir una amarga derrota, ja que Jonas va obtenir el 50,7% i ell el 49,3%. Després d'això, es retirà definitivament.
Morí el 31 de juliol de 1972 a Graz, Estíria, quan tenia 72 anys.